# Derk Haank
Derk J. Haank (* 1953 in Terborg, Niederlande) ist ein niederländischer Verlagsmanager. Er war von 1998 bis 2004 Chief Executive Officer (CEO) des niederländischen Verlages Elsevier, seit 2004 ist er CEO von Springer Science+Business Media.

## Leben
Haank studierte Betriebswirtschaftslehre an der Freien Universität Amsterdam, wo er auch von 1978 bis 1986 als wissenschaftlicher Mitarbeiter tätig war. 1986 wechselte er in das Verlagsgeschäft: er war bei verschiedenen europäischen Tochtergesellschaften von Elsevier Science in Oxford und London tätig, ab 1991 war er CEO von „Misset“, dem B-to-B-Bereich von Elsevier. Ab 1998 war er CEO von Elsevier Science sowie Vorstandsmitglied bei der Konzernmutter Reed Elsevier. Seit Februar 2004 ist er CEO von Springer Science+Business Media.